# Lhozhag
Lhozhag, Lhozag lub Luozha (tyb. ལྷོ་བྲག་རྫོང, Wylie: lho brag rdzong, ZWPY: Lhozhag; chiń. upr. 洛扎县; pinyin Luòzhā Xiàn) – powiat w południowej części Tybetańskiego Regionu Autonomicznego, w prefekturze Shannan. W 1999 roku powiat liczył 18 091 mieszkańców.